# (10107) Kenny
(10107) Kenny – planetoida z pasa głównego asteroid okrążająca Słońce w ciągu 3 lat i 204 dni w średniej odległości 2,33 j.a. Została odkryta 27 marca 1992 roku w Anglo-Australian Observatory w Siding Spring przez Duncana Steela. Nazwa planetoidy pochodzi od Kennetha Roberta Steela (ur. 1929), ojca odkrywcy. Przed nadaniem nazwy planetoida nosiła oznaczenie tymczasowe (10107) 1992 FW1.